# Charles Dorian
Charles Dorian (* 27. Juni 1891 in Santa Monica, Kalifornien; † 21. Oktober 1942 in Albuquerque, New Mexico) war ein US-amerikanischer Filmschauspieler und Regieassistent, der bei der Oscarverleihung 1934 den Oscar für die beste Regieassistenz erhielt.

## Biografie
Dorian begann seine Karriere zunächst als Schauspieler im Vaudeville-Unterhaltungstheater, ehe er 1915 als Filmschauspieler erstmals bei Stummfilmen mitwirkte und bis 1920 in mehr als 20 Filmen wie The Red-Haired Cupid (1918), Mr. Miller's Economies (1918) und All Night (1918) auftrat.
Im Anschluss war er bis Ende der 1930er Jahre als Regieassistent bei Filmen wie Es war (1926) und Die goldene Hölle (1928) von Clarence Brown tätig. 1934 gehörte er zu den sieben Gewinnern des Oscars in der Kategorie Beste Regieassistenz.

## Filmografie (Auswahl)
- 1920: Der letzte Mohikaner (The Last of the Mohicans)
- 1923: Martyrium der Liebe (The Christian)
- 1924: Das rote Signal (The Signal Tower)
- 1925: Der Adler (The Eagle)
- 1926: Es war (Flesh and the Devil)
- 1928: Die goldene Hölle (The Trail of ‘98)
- 1928: Eine schamlose Frau (A Woman of Affairs)
- 1930: Banditenlied (The Rogue Song)
- 1931: Yvonne (Inspiration)
- 1931: Der Mut zum Glück (A Free Soul)
- 1931: Alles für dein Glück (Possessed)
- 1932: Emma, die Perle (Emma)
- 1932: Menschen im Hotel (Grand Hotel)
- 1932: Letty Lynton
- 1932: Feuerkopf (Red-Headed Woman)
- 1932: Frechheit siegt (Fast Life)
- 1933: Ein Mann geht seinen Weg (Looking Forward)
- 1933: Nachtflug (Night Flight)
- 1933: Königin Christine (Queen Christina)
- 1934: Sadie McKee
- 1935: Die öffentliche Meinung (Reckless)
- 1935: Anna Karenina
- 1935: Ah, Wilderness!
- 1936: Seine Sekretärin (Wife vs. Secretary)
- 1936: Kein Alibi für den Staatsanwalt (The Unguarded Hour)
- 1936: Karriere (The Gorgeous Hussey)
- 1936: Dünner Mann, 2. Fall (After the Thin Man)
- 1939: Die Abenteuer des Huckleberry Finn (The Adventures of Huckleberry Finn) (Regie Second Unit)
- 1939: Drunter und drüber (It's a Wonderful World) (Regie Second Unit)
- 1939: Erpressung (Blackmail)
- 1939: Nicht schwindelig, Liebling (Dancing Co-Ed)
- 1939: Dr. Kildare: Das Geheimnis (The Secret of Dr. Kildare) (Regie Second Unit)